# Stephanodaphne perrieri
Stephanodaphne perrieri är en tibastväxtart som beskrevs av Jacques Désiré Leandri. Stephanodaphne perrieri ingår i släktet Stephanodaphne och familjen tibastväxter. Inga underarter finns listade i Catalogue of Life.